# Ladysmith Black Mambazo
Pour les articles homonymes, voir Ladysmith.
Ladysmith Black Mambazo est un groupe vocal sud-africain, fondé en 1960 par Joseph Shabalala. Célèbre pour ses performances a cappella, il est représentatif des styles mbube et isicathamiya. Sa composition a évolué au fil des années. Il a été rendu mondialement célèbre grâce à sa participation à l’album de Paul Simon, Graceland.

## Histoire
Joseph Shabalala forme un premier groupe en décembre 1960 sous le nom de Ezimnyama Ngenkani (Les Noirs), qu’il recrute au sein de la famille Shalabala, les frères et cousins de Joseph. Leur réputation ne dépassait alors pas les limites de la ville de Ladysmith, d’où ils étaient originaires.

### 1960–1986
En 1964, après avoir fait plusieurs rêves dans lesquels il entendait un chœur chantant des harmonies de la musique traditionnelle zouloue, l’isicathamiya, Joseph forma Ladysmith Black Mambazo. C'est lui-même qui trouva le nom en greffant à Ladysmith l’adjectif « noir », symbolisant le bœuf noir, considéré comme le plus puissant des animaux de la ferme, et le nom Mambazo, qui signifie « hache » en zoulou, pour symboliser la capacité du groupe à « tailler en pièces » ses adversaires lors des concours.
Ils participent en effet à des compétitions de chant traditionnels, mais ils étaient tellement au-dessus de leurs adversaires que l'on finit par leur interdire d’y prendre part à partir de 1973, sinon pour s’y produire hors compétition. Peu à peu, ils étendirent leur champ d’action à la capitale de la province, Durban, et même à Johannesbourg.
En 1967, le groupe commence à enregistrer pour Radio Zoulou, station FM du service public sud-africain, émettant à l’intention exclusive des locuteurs zoulous du bantoustan du KwaZulu. Ils enregistrèrent leur premier disque en 1973 chez Gallo, le principal label musical du pays, Amabutho, qui est rapidement disque d’or, le premier de l’histoire pour des musiciens noirs africains.
En 1975, Shabalala se convertit au christianisme et le répertoire du groupe s’orienta vers des hymnes religieux, d’inspiration méthodiste. Il enregistra coup sur coup deux albums de musique religieuse, Ukukhanya Kwelanga (1975), qui est double album de platine, et Ukusindiswa (1976).
En 1981, sa réputation commençant à franchir les frontières, le groupe est invité à se produire à Cologne, en Allemagne, pays où il connait un immense succès, au point d'y retourner dès l’année suivante.

### 1986–1993
En 1985, c'est la rencontre avec Paul Simon qui allait donner une dimension vraiment internationale à leur talent. Venu en Afrique du Sud pour enregistrer une partie de son album Graceland, le chanteur américain entra en contact avec Joseph Shabalala et fit venir le groupe à Londres pour enregistrer Homeless (musique de Shabalala, paroles anglaises de P. Simon). Paul Simon et Joseph Shabalala furent accusés de rompre le boycott culturel de l’Afrique du Sud alors en vigueur, mais l’album fit découvrir Ladysmith Black Mambazo au monde entier grâce à cette association avec l’un des musiciens les plus célèbres de la planète. Ils ouvrirent la voie pour d’autres artistes sud-africains avant même la chute du régime ségrégationniste, comme Stimela, le groupe du guitariste Ray Phiri, ou de Mahlathini et les Mahotella Queens qui purent se faire connaître en Occident.
En 1988, sort le film Moonwalker de Michael Jackson où ils apparaissent durant le générique de fin pour chanter Moon is Walking.
P. Simon produisit trois albums de LBM à destination du marché américain : Shaka Zulu (1987), Journey of Dreams (1988) et Two Worlds, One Heart (1990) qui voit apparaître le grand musicien de funk George Clinton.
En décembre 1991, Headman Shabalala, frère de Joseph et basse dans le groupe, fut abattu par un blanc, Sean Nicholas, un assassinat considéré comme raciste. Joseph Shabalala arrêta de chanter. Soutenu par sa foi chrétienne, il finit par se remettre au chant.

### 1993–2002
La fin de l'apartheid dans la première moitié des années 1990 change beaucoup de choses pour le groupe. La libération de Nelson Mandela après 27 années de prison en 1990 est suivie du premier album d’hommes libres du groupe, Liph' Iqiniso (1993), sur lequel la dernière chanson, Isikifil' Inkululeko (en français : « La liberté est enfin là »), célèbre la fin de la servitude. Shabalala affirme que Nelson Mandela aurait déclaré peu après sa libération que les membres de Ladysmith Black Mambazo étaient des ambassadeurs de la culture sud-africaine. En 1993, Mandela se fait accompagner par le groupe à la cérémonie de remise du prix Nobel de la paix à Oslo. Le groupe se produisit lors de la cérémonie d’investiture du président Mandela en mai 1994.
La compilation The Best of Ladysmith Black Mambazo : The Star and the Wiseman (1998) remporte un triple album de platine, avec plus d’un million de disques vendus rien qu'en Grande-Bretagne. Ils se produisent désormais sur toutes les scènes du monde seul ou auprès d’artistes comme Stevie Wonder, Dolly Parton, les Corrs, Ben Harper, ou encore à l’occasion de cérémonies officielles (Jeux olympiques de 1996, avec Jean-Paul II et Élisabeth II d’Angleterre entre autres).

### 2002–2008
L'épouse de Joseph Shabalala, Nellie, est assassinée en mai 2002, alors que le groupe était en train d’enregistrer l’album Wenyukela.
En 2005, ils collaborent avec le English Chamber Orchestra, orchestre de musique de chambre, sur l’album No Boundaries, dans lequel ils reprennent des hymnes religieux célèbres et des standards de leur propre répertoires comme Homeless, mélangeant musique classique et sons zoulous. L'album Long Walk to Freedom, sorti en 2006, célèbre les 45 années d’existence du groupe. Ils y ont invité de nombreux artistes internationaux comme Zap Mama, Sarah McLachlan, Melissa Etheridge, Natalie Merchant, Emmylou Harris et Taj Mahal, ou sud-africains comme Lucky Dube, Vusi Mahlasela et Hugh Masekela. Parmi les thèmes récemment abordés par le groupe, la question du commerce équitable et les dangers de l’alcool au volant.

### Depuis 2008
Il y a beaucoup de questions sur la date à laquelle le fondateur, directeur, compositeur et chanteur Joseph Shabalala allait finalement se retirer de son groupe. Le 23 janvier 2008, Shabalala publie une déclaration à ce sujet.
En janvier 2013, le groupe sort un nouvel album, Live : Singing for Peace Around the World, dédié à l'icône sud-africaine et ancien président Nelson Mandela. Le 6 décembre 2013, il est annoncé que l'album avait été nommé par les Grammy Awards dans la catégorie du meilleur CD de musique du monde. Cette annonce est intervenue le lendemain du décès de Mandela. Le 26 janvier 2014, les Grammy Awards annoncent qu'il remporte le prix du meilleur album de musique du monde pour 2013. De plus, en janvier 2014, Ladysmith sort Always With Us, en hommage à la femme décédée de Joseph Shabalala. Ils sont également en train d'enregistrer un CD de chants gospel américains, sur lequel un chanteur américain bien connu se joindra à eux. Ils sont également en train d'enregistrer une suite à leur récent CD primé aux Grammy Awards, qui s'intitule Songs of Peace and Love for Kids and Parents Around the World.

## Fondation Ladysmith Black Mambazo
En janvier 1999, Joseph Shabalala fonde la Ladysmith Black Mambazo Foundation dont le but est d’enseigner leur culture et leur musique aux jeunes Zoulous. Pour ce faire, une Mambazo Academy est en cours de construction qui doit accueillir des studios d’enregistrement et des salles de cours et des studios de répétition.

## Distinctions
En 1988, LBM reçoit son premier Grammy Award pour l’album Shaka Zulu, le premier qu’il ait enregistré à destination du public américain, dans la catégorie « Meilleur enregistrement folk traditionnel ». Ils en remportent un deuxième en 2005 pour l’album Raise Your Spirit Higher dans la catégorie meilleur album de « musiques du monde traditionnelles ».

## Membres
En tout, une trentaine de chanteurs sont passés par le groupe au cours de ses 60 années d’existence. À l’origine, le groupe était composé de Joseph Shabalala, ses frères Headman et Enoch, ses cousins Albert Mazibuko, Milton Mazibuko, Funokwakhe Mazibuko, Abednego Mazibuko et Joseph Mazibuko, et de quelques amis, Matovoti Msimanga et Walter Malinga. Par la suite, les chanteurs furent recrutés sur des critères plus professionnels. Toutefois, à la suite du retrait de trois membres du groupe en 1993, Joseph Shabalala engagea quatre de ses six fils, Msizi, Sibongiseni, Thamsanqa et Thulani. Ceux-ci appartenaient à un autre groupe, Mshengu White Mambazo, sorte de réservoir de LBM, accueillant des chanteurs plus jeunes depuis 1976.
Actuellement[Quand ?], Joseph Shabalala est entouré de ses quatre fils, de ses cousins Albert et Abednego Mazibuko et de Russel Mthembu. Un autre frère de Joseph, Jockey Shabalala, membre du groupe de 1974 à mi-2005, est décédé en 2006. Le 11 février 2020, Joseph Shabalala est mort à l'hôpital de Pretoria, en Afrique du Sud à 78 ans, a déclaré le manager du groupe.

## Discographie
Ladysmith Black Mambazo a enregistré plus d’une cinquantaine d’albums depuis 1973. En voici une sélection.
- 1973 : Amabutho
- 1973 : Ufakazi Yibheshu
- 1975 : Ukukhanya Kwelanga
- 1978 : Ushaka
- 1981 : Phansi Emgodini
- 1987 : Shaka Zulu (inclus dans Les 1001 albums qu'il faut avoir écoutés dans sa vie (2006))
- 1988 : Journey of Dreams
- 1990 : Two Worlds One Heart
- 1992 : Classic Tracks
- 1992 : The Best of (Vol. 1)
- 1994 : The Gift of the Tortoise
- 1995 : Shosholoza
- 1997 : Heavenly
- 1998 : Best of – The Star and the Wiseman
- 1999 : Live at the Royal Albert Hall
- 2000 : Gospel Songs
- 2003 : Raise Your Spirits [Wenyukela]
- 2004 : No Boundaries
- 2006 : Long Walk to Freedom
- 2007 : Ilembe
- 2007 : Ilembe: Honoring Shaka Zulu
- 2008 : My Dream – African Sounds
- 2014 : Always with Us